# Knut Pani
Knut Pani (* 1956 in Mexiko-Stadt) ist ein mexikanischer Künstler.

## Biografie
Pani, Sohn des Architekten Mario Pani Darqui, assistierte 1975 in der Bildhauerwerkstatt von Lothar Kestenbaum in San Miguel de Allende und gab von 1976 bis 1979 die Fachzeitschrift „Arquitectura/México“ heraus, wobei er eng mit Mathias Goeritz zusammenarbeitete. Ab 1979 studierte er Malerei am Art Center College of Design im kalifornischen Pasadena und schloss das Studium 1983 mit der Qualifikation Bachelor of Fine Arts für Malerei und Illustration ab. 1983 gründete er in Mexiko-Stadt die Experimentierwerkstatt „Trazo“. 1985 war er künstlerischer Direktor des Rufino-Tamayo-Museums und dozierte von 1985 bis 1988 als Professor an der Universidad Anáhuac. Während dieser Zeit gründete er zusammen mit Alejandro Arango und Franco Manterola eine experimentelle Bildhauerwerkstatt. 1993 gründete er in Tequisquiapan die Grafikwerkstatt „El Pez Soluble“ und die „El Pez Soluble arte Mural“. 2001 gab er seine erste Einzelausstellung im Bereich Bildhauerei. Bei der III. Biennale für zeitgenössische Kunst in Florenz wurde er mit der „Lorenzo el Magnífico“-Medaille ausgezeichnet.